# Circuiti a elementi distribuiti

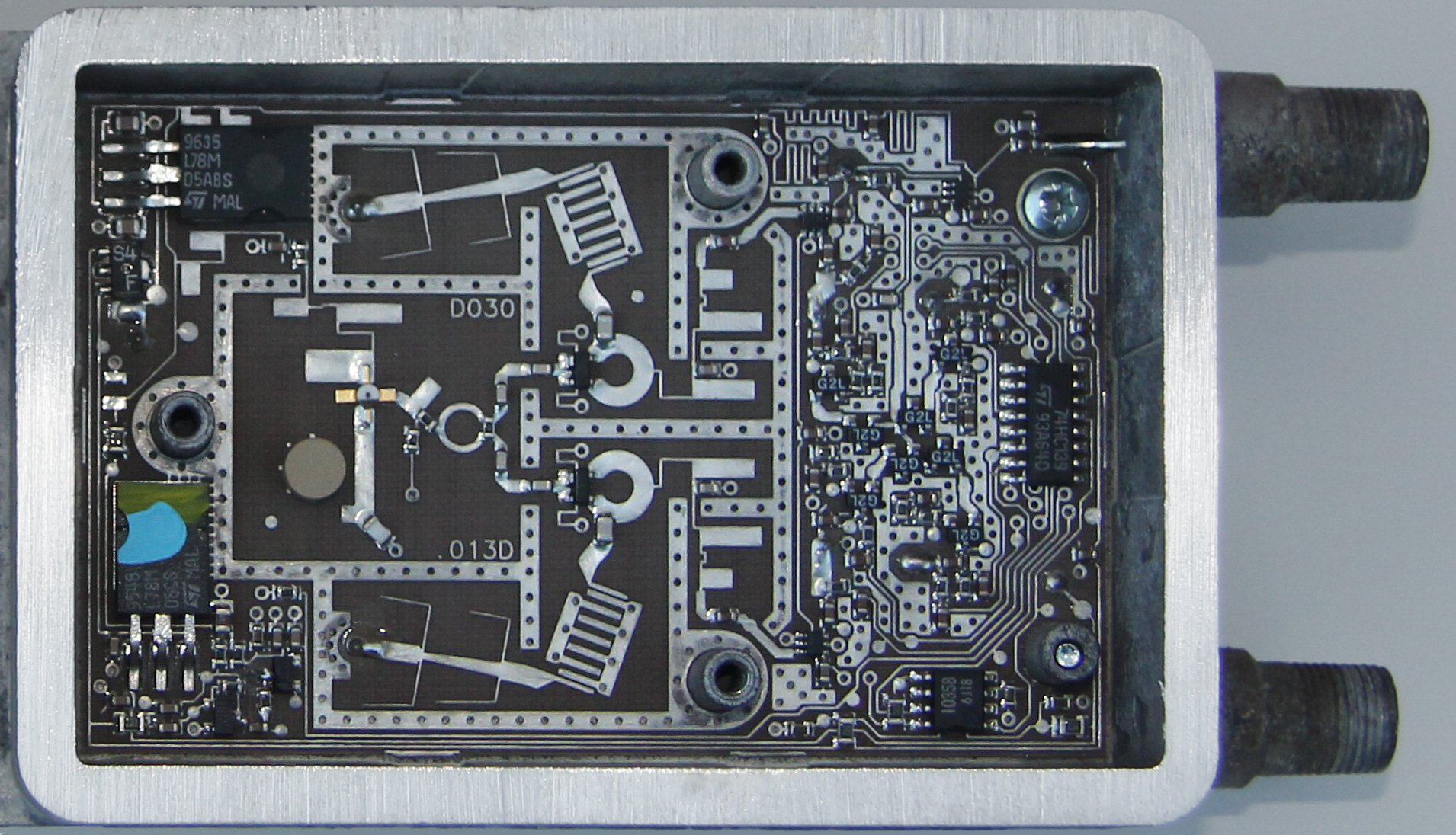
Un low-noise block converter con elementi distribuiti. Il circuito a destra è costituito da elementi concentrati. Il circuito a elementi distribuiti si trova al centro e più a sinistra ed è realizzato con tecnologia a microstriscia.

I circuiti a elementi distribuiti sono circuiti elettrici costituiti da tratti di linee di trasmissione o altri componenti distribuiti. Questi circuiti svolgono le stesse funzioni dei circuiti convenzionali costituiti da componenti passivi, come condensatori, induttori e trasformatori. Essi vengono usati principalmente alle frequenze delle microonde, alle quali i componenti convenzionali sono difficili (o impossibili) da implementare.
I circuiti convenzionali sono costituiti da singoli componenti prodotti separatamente poi connessi insieme con un mezzo conduttore. I circuiti a elementi distribuiti sono costruiti realizzando il mezzo stesso secondo modelli specifici. Uno dei principali vantaggi dei circuiti a elementi distribuiti è che possono essere prodotti, senza costi eccessivi, sotto forma di circuiti stampati per gli articoli di consumo, come la televisione satellitare. Essi vengono realizzati anche nel formato coassiale e nel formato a guida d'onda per applicazioni quali i radar, le telecomunicazioni satellitari e i ponti a microonde.
Un fenomeno comunemente utilizzato nei circuiti a elementi distribuiti è che si può fare in modo che un tratto di linea di trasmissione si comporti come un risuonatore. I componenti a elementi distribuiti che fanno ciò includono gli stub, le linee accoppiate e le linee in cascata. I circuiti costruiti da questi componenti includono filtri, divisori di potenza, accoppiatori direzionali e circolatori.
I circuiti a elementi distribuiti furono studiati durante gli anni '20 e gli anni '30 del XX secolo ma non divennero importanti fino alla seconda guerra mondiale, quando furono utilizzati nei radar. Dopo la guerra il loro uso fu limitato alle infrastrutture militari, spaziali e broadcasting, ma i miglioramenti nel campo della scienza dei materiali hanno presto portato ad applicazioni più ampie. Ora possono essere trovati in prodotti domestici come antenne paraboliche e telefoni cellulari.

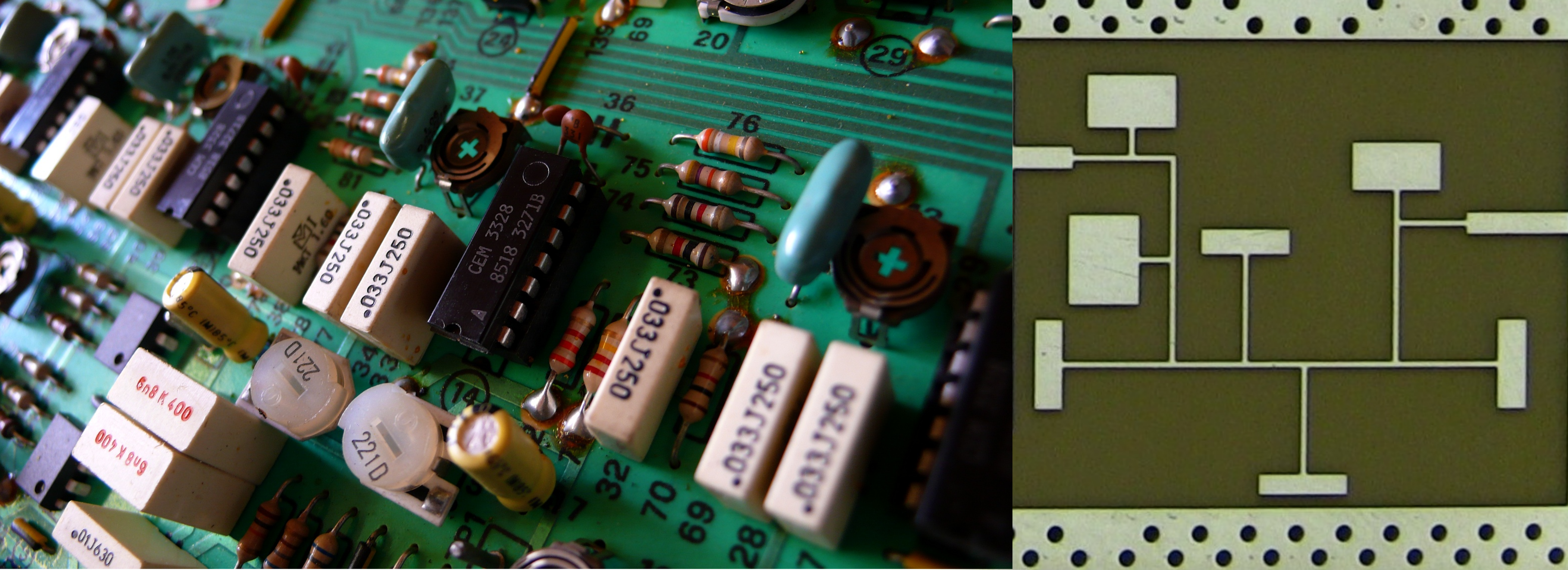
Un filtro passa-basso ottenuto con componenti discreti convenzionali connessi su un circuito stampato (a sinistra) e con una progettazione a elementi distribuiti stampata sul supporto stesso (a destra)

## Modellazione di circuiti
I circuiti a elementi distribuiti vengono progettati con il modello a elementi distribuiti, un'alternativa al modello a elementi concentrati in cui si assume che i componenti elettrici passivi di resistenza, capacità e induttanza siano "concentrati" in un punto dello spazio rispettivamente in forma di resistori, condensatori o induttori. Il modello a elementi distribuiti viene usato quando questa ipotesi non è più valida e queste proprietà vengono considerate distribuite nello spazio. L'ipotesi viene meno quando alle onde elettromagnetiche occorre un tempo significativo affinché si propaghino da un terminale di un componente all'altro terminale; in questo contesti "significativo" vuol dire un tempo sufficiente per osservare un cambiamento di fase evidente. L'entità del cambiamento di fase dipende dalla frequenza dell'onda (e inversamente dalla lunghezza d'onda). Una regola pratica comune tra gli ingegneri è quella di passare dal modello concentrato a quello distribuito quando le distanze coinvolte sono maggiori di un decimo della lunghezza d'onda (corrispondente a un cambiamento di fase di 36°). Il modello concentrato fallisce completamente a un quarto di lunghezza d'onda (corrispondente a un cambiamento di fase di 90°), con non solo il valore, ma anche la natura del componente che non è più come previsto. A causa di questa dipendenza dalla lunghezza d'onda, il modello a elementi distribuiti viene utilizzato principalmente a frequenze più elevate; alle basse frequenze, i componenti ad elementi distribuiti sono troppo ingombranti. Le progettazioni a elementi distribuiti sono fattibili al di sopra dei 300 MHz e sono la tecnologia tipicamente scelta alle frequenze delle microonde al di sopra di 1 GHz.
Non esiste una netta demarcazione tra le frequenze alle quali debba essere utilizzato un modello o l'altro. Sebbene il passaggio da un modello all'altro, solitamente, avvenga, grosso modo, tra i 100 e i 500 MHz, anche la scala tecnologica è significativa; i circuiti miniaturizzati possono utilizzare il modello concentrato a una frequenza maggiore. I circuiti stampati che utilizzano la tecnologia through-hole sono più grandi dei modelli equivalenti che utilizzano la surface mount technology. I circuiti integrati ibridi sono più piccoli rispetto alle tecnologie con circuiti stampati e i circuiti integrati monolitici sono più piccoli rispetto a entrambi. I circuiti integrati possono utilizzare progettazioni a elementi concentrati a frequenze più elevate rispetto ai circuiti stampati e questo viene fatto in alcuni circuiti integrati per la radiofrequenza. Questa scelta è particolarmente significativa per i dispositivi portatili, perché le progettazioni a elementi concentrati generalmente danno come risultato un prodotto più piccolo.

### Costruzione con linee di trasmissione

Risposta in frequenza di un filtro di Chebyshev del quinto ordine costruito da componenti concentrati (in alto) e distribuiti (in basso)

La stragrande maggioranza dei circuiti ad elementi distribuiti è composta da tratti di linee di trasmissione, in una forma particolarmente semplice da modellare. Le dimensioni della sezione trasversale della linea sono invariate per tutta la sua lunghezza e sono piccole rispetto alla lunghezza d'onda del segnale; quindi, è necessario considerare solo la distribuzione per tutta la lunghezza della linea. Un tale elemento di un circuito distribuito è completamente caratterizzato dalla sua lunghezza e dalla sua impedenza caratteristica. Un'ulteriore semplificazione si ha nei circuiti a linee commisurate, dove tutti gli elementi hanno la stessa lunghezza. Con i circuiti a linee commisurate, un prototipo di progettazione di circuiti a elementi concentrati costituito da condensatori e induttori può essere convertito direttamente in un circuito a elementi distribuiti con una corrispondenza biunivoca tra gli elementi di ciascun circuito.
I circuiti a linee commisurate sono importanti perché esiste una teoria progettuale per produrli; invece, non esiste una teoria generale per i circuiti costituiti da tratti di linee di trasmissione di lunghezze arbitrarie (o per qualsiasi forma arbitraria). Sebbene una forma arbitraria possa essere analizzata con le equazioni di Maxwell per determinarne il comportamento, trovare strutture utili è una questione di tentativi ed errori o congetture.
Un'importante differenza tra i circuiti a elementi distribuiti e i circuiti a elementi concentrati è che la risposta in frequenza di un circuito a elementi distribuiti si ripete periodicamente come mostrato nell'esempio del filtro di Chebyshev; il circuito equivalente a elementi concentrati non ha questa caratteristica. Questa è dovuto al fatto che le funzioni di trasferimento delle forme concentrate sono funzioni razionali della Frequenza complessa; per le forme distribuite sono funzioni irrazionali. Un'altra differenza è che dei tratti di linea connessi in cascata introducono un ritardo fissato a tutte le frequenze (assumendo una linea ideale). Non esiste un equivalente nei circuiti a elementi concentrati per un ritardo fisso, sebbene sia possibile costruire un'approssimazione per un intervallo di frequenze limitato.

## Vantaggi e svantaggi
I circuiti a elementi distribuiti sono economici e facili da produrre in alcuni formati, ma occupano più spazio rispetto ai circuiti a elementi concentrati. Ciò risulta problematico nei dispositivi mobili (specialmente per quelli palmari), per i quali lo spazio è prezioso. Se le frequenze operative non sono troppo elevate, il progettista può miniaturizzare i componenti invece di passare a elementi distribuiti. Tuttavia, gli elementi parassiti e le perdite resistive nei componenti concentrati aumentano al crescere della frequenza proporzionalmente al valore nominale dell'impedenza dell'elemento concentrato. In alcuni casi, i progettisti possono scegliere un progetto a elementi distribuiti (anche se alla frequenza in questione sono disponibili componenti concentrati) per trarre vantaggio da un miglioramento della qualità. I progetti a elementi distribuiti tendono ad avere una migliore capacità di gestione della potenza; con un componente concentrato, tutta l'energia erogata da un circuito è concentrata in un piccolo volume.

## Supporti

### Conduttori accoppiati
Esistono diversi tipi di linee di trasmissione e ognuno di essi può essere utilizzato per costruire circuiti ad elementi distribuiti. Il più antico (e ancora il più utilizzato) è una coppia di conduttori; la sua forma più comune è il doppino, utilizzato per le linee telefoniche e per le connessioni Internet. Non viene usato spesso per i circuiti a elementi distribuiti poiché le frequenze usate sono inferiori al punto al quale le progettazioni a elementi distribuiti diventano vantaggiose. Tuttavia, frequentemente, i progettisti partono da una progettazione a elementi concentrati e la convertono in una progettazione a elementi distribuiti open-wire. Per open wire si intende una coppia di conduttori paralleli non isolati utilizzata, per esempio, per le linee telefoniche su pali telefonici. Il progettista di solito non intende implementare il circuito in questa forma; si tratta di una fase intermedia nel processo di progettazione. Le progettazioni a elementi distribuiti con coppie di conduttori sono limitate a pochi utilizzi specialistici, come le linee di Lecher e i cavi bifilari usati per le linee di alimentazione delle antenne.

### Linea coassiale

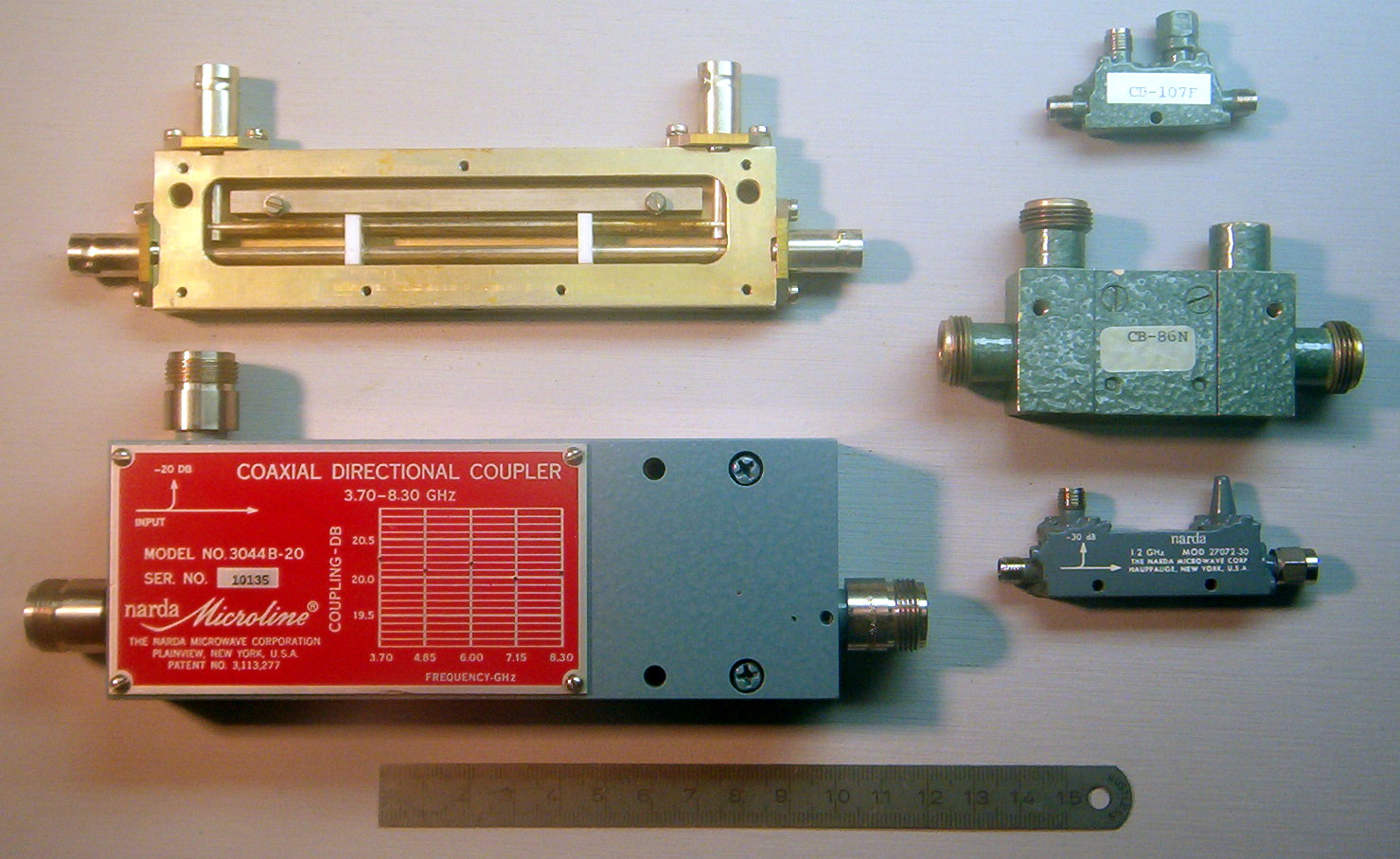
Una raccolta di accoppiatori direzionali coassiali. Uno ha il coperchio rimosso, mostrando la sua struttura interna.

La linea coassiale, costituita da un conduttore centrale circondato da un conduttore schermante isolato, viene largamente utilizzata per unità di interconnessione di apparecchiature a microonde e per trasmissioni a lunga distanza. Sebbene i dispositivi coassiali ad elementi distribuiti fossero comunemente prodotti durante la seconda metà del XX secolo, essi sono stati sostituiti in molte applicazioni dai formati planari per motivi di costi e dimensioni. La linea coassiale con dielettrico ad aria viene utilizzata per applicazioni a basse perdite e ad alta potenza. Per scopi di interconnessionie, presso le porte dei circuiti, comunemente, si passa ancora dai circuiti a elementi distribuiti con altri supporti ai connettori coassiali.

### Linea planare
La maggioranza dei moderni circuiti a elementi distribuiti, specialmente quelli presenti negli articoli di consumo prodotti in serie, utilizzano linee di trasmissione planari. Ci sono diverse forme di linee planari, ma il tipo noto come microstriscia è il più comune. Le linee a microstriscia possono essere prodotte mediante lo stesso processo dei circuiti stampati e perciò sono economiche da realizzare. Si prestano anche all'integrazione con circuiti concentrati su una stessa scheda. Altre forme di linee planari stampate includono la stripline, la finline e molte varianti. Le linee planari possono inoltre essere utilizzate nei circuiti integrati per le microonde, dove sono parte integrante del chip del dispositivo.

### Guida d'onda

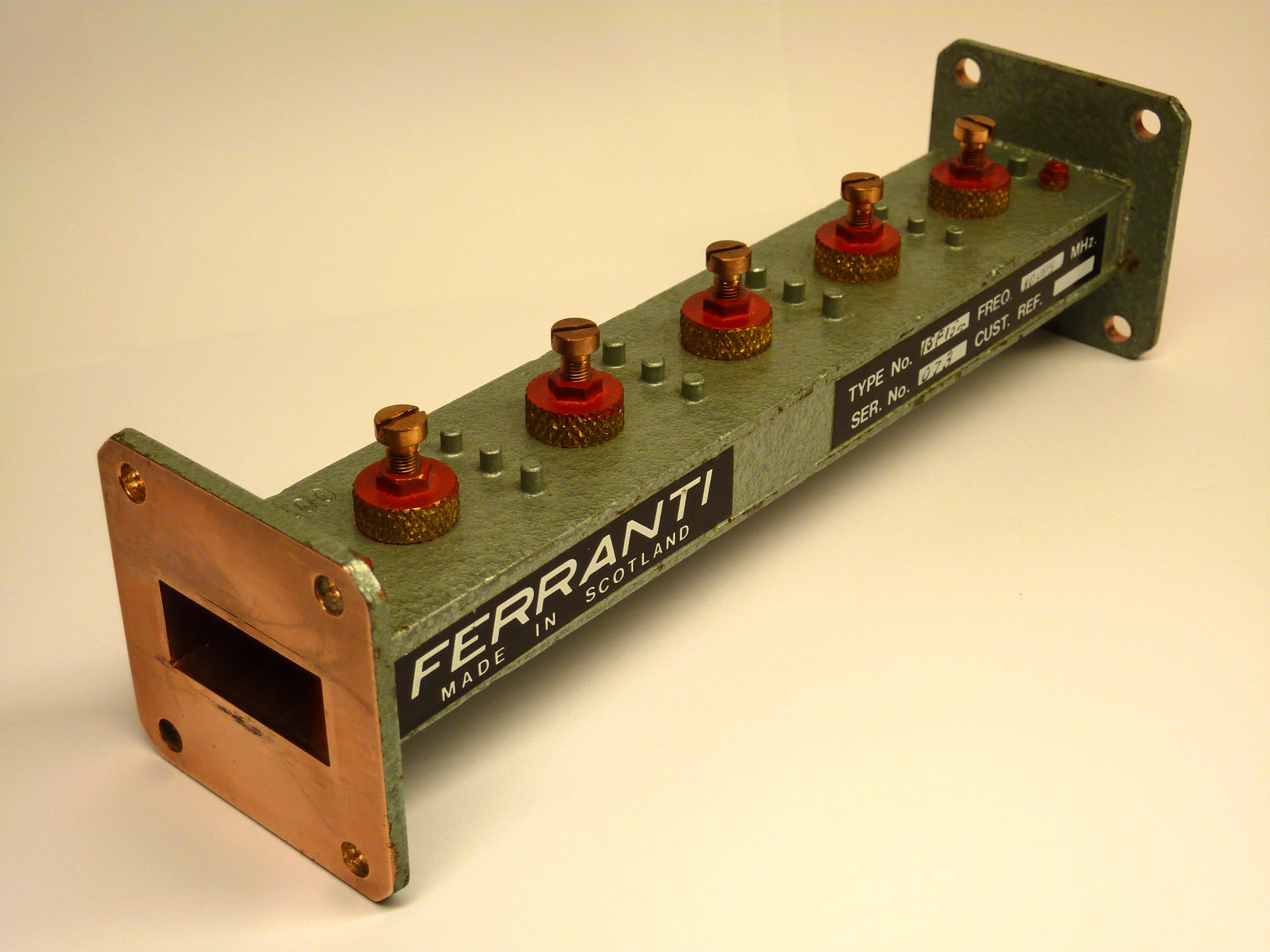
Un filtro a guida d'onda

Molte progettazioni a parametri distribuiti possono essere implementate direttamente con le guide d'onda. Tuttavia, con le guide d'onda, c'è una complicazioe aggiuntiva in quanto sono possibili modi di propagazione multipli. Talvolta essi coesistono simultaneamente e questa situazione non ha analogie nelle linee conduttive. Le guide d'onda, rispetto alle linee conduttive, presentano i vantaggi di dar luogo a minori perdite ed a risuonatori di qualità più elevata, ma il loro costo e il loro ingombro relativi comportano che spesso venga preferita la microstriscia. Le guide d'onda trovano principalmente utilizzo nei prodotti di fascia alta, come radar militari ad alta potenza e nelle bande di frequenza al di sopra delle microonde (dove i formati planari hanno troppe perdite). Le guide d'onda diventano più ingombrante a frequenze più basse, il che ostacola il loro utilizzo sulle bande inferiori.

### Componenti meccanici
In poche applicazioni specialistiche, come i filtri meccanici nei trasmettitori radio di fascia alta (marini, militari, radioamatoriali), i circuiti elettronici possono essere implementati come componenti meccanici; questo è fatto in gran parte a causa dell'alta qualità dei risuonatori meccanici. Essi vengono utilizzati nella banda delle frequenze radio (al di sotto delle frequenze delle microonde), dove altrimenti potrebbero essere utilizzate le guide d'onda. I circuiti meccanici possono anche essere realizzati, in tutto o in parte, come circuiti ad elementi distribuiti. La frequenza alla quale il passaggio alla progettazione a elementi distribuiti diviene fattibile (o necessario) è molto più bassa con i circuiti meccanici. Questo accade perché la velocità con cui i segnali si propagano attraverso i mezzi meccanici è molto inferiore alla velocità dei segnali elettrici.

## Componenti circuitali
Esistono diverse strutture che vengono utilizzate ripetutamente nei circuiti ad elementi distribuiti. Alcune di quelle comuni sono descritti di seguito.
Uno stub è un breve tratto di linea che si dirama da un lato di una linea principale. L'estremità dello stub, spesso, viene lasciata aperta o cortocircuitata, ma può essere anche terminata con un componente concentrato. Possono essere utilizzati o uno stub da solo (per esempio, per l'adattamento di impedenza), o molti di essi insieme in un circuito più complesso come un filtro. Uno stub può essere progettato come l'equivalente di un condensatore, o un induttore, o un risuonatore concentrato.

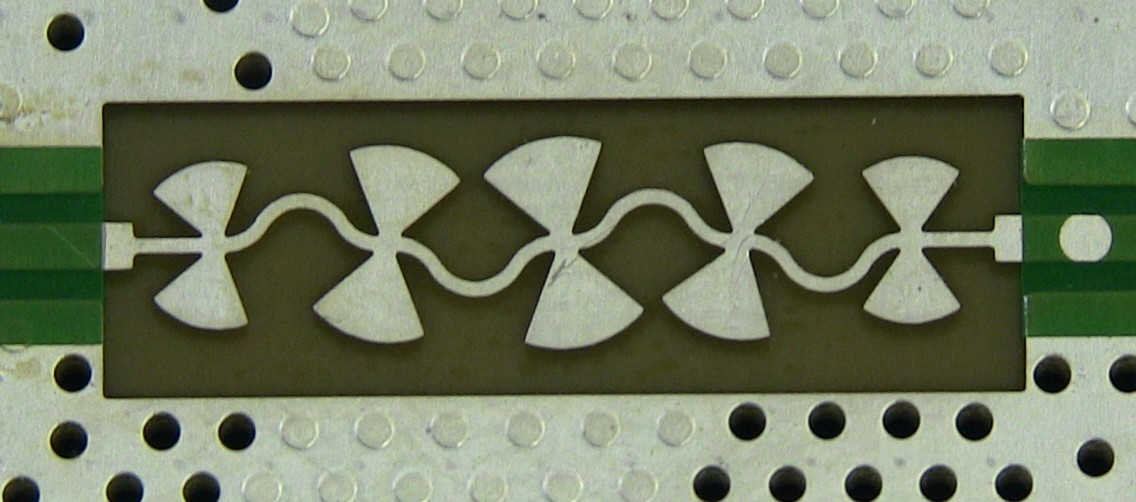
Filtro con stub a farfalla

Raramente ci si discosta dall'utilizzare linee di trasmissione uniformi in circuiti elementi distribuiti. Uno degli esempi largamente utilizzato è lo stub radiale, che ha la forma di un settore circolare. Gli stub radiali vengono spesso usati in coppie, uno su entrambi i lati della linea di trasmissione principale. Tali coppie vengono chiamate stub a farfalla o a cravatta.

### Linee accoppiate
Le linee accoppiate sono due linee di trasmissione tra le quali c'è qualche tipo di accoppiamento elettromagnetico. L'accoppiamento può essere diretto o indiretto. Nell'accoppiamento indiretto, le due linee sono ravvicinate fino ad una distanza tale da non avere schermatura tra loro. La forza dell'accoppiamento dipende dalla distanza tra le linee e la sezione trasversale presentata all'altra linea. Nell'accoppiamento diretto, delle branch-line collegano direttamente le due linee principali a intervalli regolari.
Le linee accoppiate rappresentano un metodo comune per la realizzazione di divisori di potenza e accoppiatori direzionali. Un'altra proprietà delle linee accoppiate è che esse si comportano come una coppia di resonatori accoppiati. Questa proprietà viene utilizzata in molti filtri a elementi distriibuiti.

### Linee in cascata

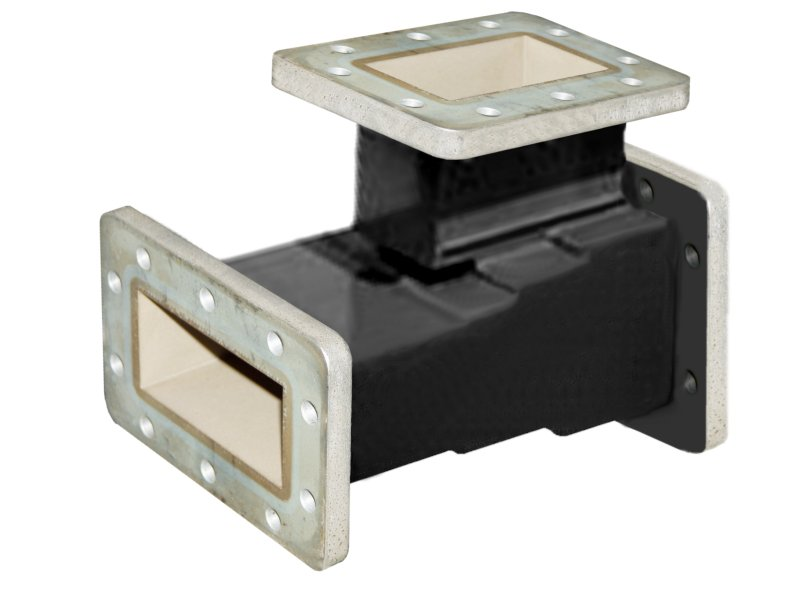
Un trasduttore ortomodale (una varietà di duplexer) con adattamento di impedenza a salti

Le linee in cascata sono tratti di linee di trasmissione in cui l'uscita di una linea è connessa all'ingresso della successiva. Linee in cascata multiple di differenti impedenze caratteristiche possono essere usate per costruire un filtro o una rete di adattamento di impedenza a banda larga. Ciò prende il nome di struttura a salti di impedenza. Se le linee in cascata si riducono a una linea singola di lunghezza pari a un quarto di lunghezza d'onda, si ha un trasformatore di impedenza a un quarto d'onda. Questo ha l'utile proprietà di trasformare qualsiasi rete di impedenze nella sua duale; in questo ruolo, prende il nome di invertitore di impedenza. Questa struttura può essere utilizzata nei filtri per implementare un prototipo a elementi concentrati nella topologia a scaletta come circuito a elementi distribuiti. Per ottenere ciò, i trasformatori a un quarto d'onda vengono alternati con risuonatori a elementi distribuiti. Tuttavia, al momento, questa progettazione è superata e, invece, vengono usati invertitori più compatti, come quelli a salti di impedenza. Un salto di impedenza è la discuntinuità formata alla giunzione di due linee di trasmissione in cascata con differenti impedenze caratteristiche.

### Cavità risonante
Una cavità risonante è uno spazio vuoto (o talvolta riempito di dielettrico) circondato da pareti conduttive. Le aperture nelle pareti accoppiano il risuonatore al resto del circuito. La risonanza si verifica a causa delle onde elettromagnetiche riflesse avanti e indietro dalle pareti della cavità determinando delle onde stazionarie. Le cavità risonanti possono essere usate in molti mezzi, ma sono formate in modo più naturale in una guida d'onda dalle pareti metalliche già esistenti della guida stessa.

### Risuonatore dielettrico
Un risuonatore dielettrico è un pezzo di materiale dielettrico esposto alle onde elettromagnetiche. Il più delle volte ha la forma di un cilindro o di un disco spesso. Sebbene le cavità risonanti possano essere riempite con dielettrico, la differenza essenziale è che nelle cavità risonanti il campo elettromagnetico è interamente contenuto tra le pareti della cavità. Con un risuonatore dielettrico è presente un campo nello spazio circostante. Ciò può portare a un accoppiamento indesiderato con altri componenti. Il principale vantaggio dei risuonatori dielettrici è che sono considerevolmente più piccoli dell'equivalente cavità riempita con aria.

### Risuonatore elicoidale
Un risuonatore elicoidale è un'elica di filo in una cavità; un'estremità è non coneessa e l'altra è incollato alla parete della cavità. Sebbene, superficialmente, siano simili agli induttori concentrati, i risuonatori elicoidali sono componenti a elementi distribuiti e vengono utilizzati nelle bande VHF e basse UHF.

### Frattali

Risuonatore frattale di Hilbert a tre iterazioni in microstriscia

L'utilizzo di curve simili a frattali come componenti di un circuito è un campo emergente nei circuiti ad elementi distribuiti. I frattali sono stati usati per realizzare risuonatori per filtri e antenne. Uno dei vantaggi dell'utilizzo dei frattali è dato dalle loro proprietà di riempimento dello spazio, che li rendono più piccoli rispetto ad altri modelli. Altri vantaggi includono la capacità di produrre modelli a banda larga e multibanda, dalle buone prestazioni in banda passante e dalla buona reiezione nella banda da eliminare. Nella pratica, non è possibile realizzare un vero frattale poiché ad ogni iterazione frattale le tolleranze di fabbricazione diventano più strette e, alla fine, sono più restrittive di quanto il metodo di costruzione possa ottenere. Tuttavia, dopo un numero piccolo di iterazioni, le prestazioni sono vicine a quelle di un vero frattale. Questi possono essere chiamati pre-frattali o frattali di ordine finito nel qual caso è necessario distinguerli da un vero frattale.
I frattali che sono stati usati come componenti circuitali includono il fiocco di neve di Koch, l'isola di Minkowski, la curva di Sierpiński, la curva di Hilbert e la curva di Peano. Le prime tre sono curve chiuse, adatte per antenne patch. Le ultime due sono curve aperte con le terminazioni sui lati opposti del frattale. Ciò le rende adatte all'utilizzo nei casi in cui è richiesta una connessione in cascata.

### Taper
Un taper (letteralmente un "cono") è una linea di trasmissione con una variazione graduale della sezione trasversale. Può essere considerato come il caso limite the limiting di una struttura a salti di impedenza con un numero infinito di salti. I taper rappresentano un modo semplice di unire due linee di trasmissione con impedenze caratteristiche diverse. L'utilizzo di taper riduce fortemente gli effetti del disadattamento di impedenza che causerebbe una giunzione diretta. Se la variazione della sezione trasversale non è eccessiva, potrebbe non essere necessario alcun altro circuito di adattamento. I taper possono fornire transizioni tra linee in supporti diversi, specialmente tra forme diverse di supporti planari. Tipicamente i taper cambiano forma in modo lineare, ma è possibile utilizzare una varietà di altri profili. Il profilo che ottiene un adattamento specificato nella lunghezza più breve è noto come taper di Klopfenstein ed è basato sul modello del filtro di Chebychev.
I taper possono essere usati per adattare una linea di trasmissione a un'antenna. In alcuni modelli, come l'antenna a tromba e l'antenna Vivaldi, il taper è esso stesso l'antenna. Le antenne a tromba, come altri taper, spesso sono lineari, ma il migliore adattamento è ottenuto con una curva esponenziale. L'antenna Vivaldi è una versione piatta (a fessura) del taper esponenziale.

### Resistenza distribuita
Generalmente, gli elementi resistivi non sono utili in un circuito ad elementi distribuiti. Tuttavia, i resistori distribuiti possono essere utili negli attenuatori e nelle terminazioni delle linee. Nei supporti planari possono essere implementati come linee serpeggianti di materiale ad alta resistenza, o come un ricoprimento depositato di materiale che formi un film sottile o un film spesso. Nella guida d'onda, è possibile inserire una scheda di materiale assorbente per le microonde.

## Blocchi circuitali

### Filtri e adattamento di impedenza

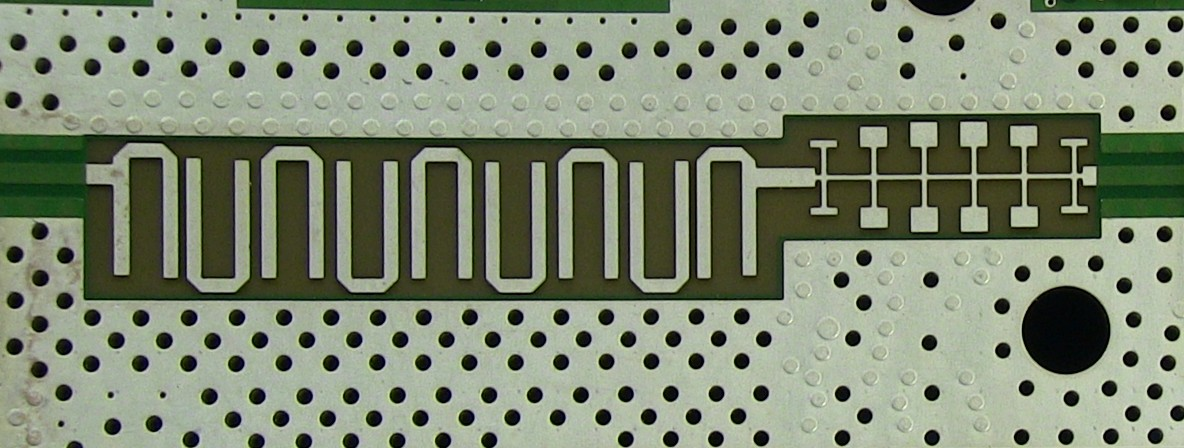
Filtro ad hairpin passa-banda in microstriscia (a sinistra), seguito da un filtro a stub passa-basso.

I filtri sono una grande percentuale di circuiti costruiti con elementi distribuiti. Per la loro costruzione viene utilizzata una vasta gamma di strutture, includendo stub, linee accoppiate e linee in cascata. Le varianti includono filtri interdigitali, filtri combinati e filtri ad hairpin. Sviluppi più recenti includono filtri frattali. Molti filtri vengono costruiti in combinazione con i risuonatori dielettrici.
Come con i filtri a elementi concentrati, più elementi vengono utilizzati, più il filtro si avvicina a una risposta ideale; la struttura può diventare piuttosto complessa. Per requisiti semplici a banda stretta, può essere sufficiente un singolo risuonatore (come un filtro a stub o a spurline).
L'adattamento di impedenza per le applicazioni a banda stretta viene ottenuto frequentemente con un singolo stub di adattamento. Tuttavia, per le applicazioni a banda larga la rete per l'adattamento di impedenza si basa su una progettazione simile a un filtro. Il progettista prescrive una risposta in frequenza in base ai requisiti richiesti e progetta un filtro con tale risposta. L'unica differenza rispetto alla progettazione di un filtro standard è che la sorgente del filtro e le impedenze di carico sono differenti.

### Divisori di potenza, combinatori e accoppiatori direzionali

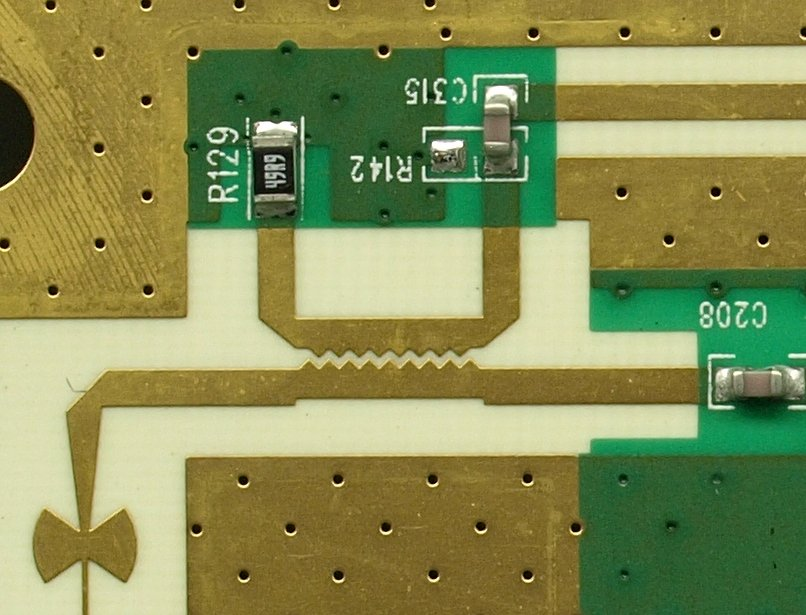
Accoppiatore direzionale a dente di sega in microstriscia, una variante dell'accoppiatore direzionale a linee accoppiate

Un accoppiatore direzionale è un dispositivo a quattro porte che accoppia la potenza che fluisce in una direzione da un percorso a un altro. Due delle porte sono la porta di ingresso e la porta di uscita della linea principale. Una parte della potenza entrante nella porta di ingresso viene accoppiata alla terza porta, nota come porta accoppiata. Nulla della potenza che entra nella porta di ingresso è accoppiato alla quarta porta, solitamente nota come porta isolata. Per la potenza che fluisce in direzione opposta e che entra nella porta di uscita, si verifica una situazione reciproca; parte della potenza è accoppiata alla porta isolata, ma nulla viene accoppiato alla porta accoppiata.
Un divisore di potenza spesso viene costruito come un accoppiatore direzionale, con la porta isolata terminata permanentemente in un carico adattato (rendendolo in pratica un dispositivo a tre porte). Non ci sono differenze sostanziali tra i due dispositivi. Il termine accoppiatore direzionale viene usato solitamente quando il fattore di accoppiamento (la proporzione di potenza che raggiunge la porta accoppiata) è basso, mentre il termine divisore di potenza quando il fattore di accoppiamento è alto. Un combinatore di potenza è semplicemente un divisore di potenza usato all'inverso. Nelle implementazioni a elementi distribuiti che utilizzano linee accoppiate, le linee accoppiate indirettamente sono più adatte per accoppiatori direzionali a basso accoppiamento; gli accoppiatori con branch-line accoppiate direttamente sono più adatti per divisori di potenza ad alto accoppiamento.
Le progettazioni a elementi distribuiti sono basati su una lunghezza del generico elemento pari a un quarto di lunghezza d'onda (o qualche altra lunghezza); ciò risulterà vero solo ad una frequenza. Per questo, le progettazioni semplici hanno una larghezza di banda limitata su cui funzionano correttamente. Come le reti di adattamento di impedenza, una progettazione a larga banda richiede sezioni multiple e tale progettazione inizia ad assomigliare a un filtro.

#### Ibridi

Anello ibrido, utilizzato per produrre segnali di somma e differenza

Un accoppiatore direzionale che divide la potenza ugualmente tra la porta di uscita e la porta accoppiata (accoppiatore a 3 dB) è chiamato ibrido. Sebbene il termine "ibrido" in origine fosse riferito al trasformatore ibrido (un dispositivo a elementi concentrati utilizzato nei telefoni), attualmente ha un significato più ampio. Un ibrido a elementi distribuiti largamente utilizzato che non utilizza linee accoppiate è l'anello ibrido. Ciascuna delle sue quattro porte è connessa a un anello di linea di trasmissione presso un punto differente. Le onde si propagano nelle direzioni opposte intorno all'anello, determinando delle onde stazionarie. Presso alcuni punti dell'anello, l'interferenza distruttiva comporta un nullo: ci sarà potenza nulla in corrispondenza di una porta situata in un tale punto. Presso altri punti, l'interferenza costruttiva massimizza la potenza trasferita.
Un altro utilizzo per un accoppiatore ibrido è quello di produrre la somma e la differenza di due segnali. Nell'illustrazione, due segnali di ingresso vengono applicati nelle porte indicate come 1 e 2. La somma dei due segnali appare presso la porta indicata come Σ e la differenza presso la porta indicata come Δ. Oltre ai loro usi come accoppiatori e divisori di potenza, gli accoppiatori direzionali possono essere utilizzanti nei mixer bilanciati, nei discriminatori di frequenza, negli attenuatori, negli sfasarori e nelle reti di alimentazione per le schiere di antenne.

### Circolatori

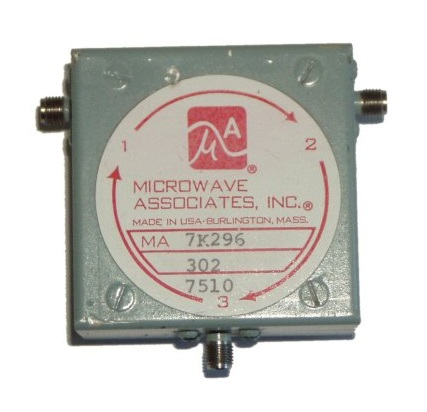
Un circolatore coassiale in ferrite operante a 1 GHz

Un circolatore, solitamente, è un dispositivo a tre o quattro porte in cui la potenza entrante in una porta viene trasferita alla porta successiva a rotazione, come se facesse un cerchio. La potenza può fluire solo in una direzione intorno al cerchio (senso orario o antiorario) e a nessuna delle altre porte viene trasferita alcuna potenza. La maggior parte dei circolatori ad elementi distribuiti si basa su materiali in ferrite. Gli usi dei circolatori includono l'utilizzo come isolatori per proteggere un trasmettitore (o altra attrezzatura) da danni dovuti a riflessioni dall'antenna e come duplexer connettendo l'antenna, il trasmettitore e il ricevitore di un sistema radio.
Un'applicazione insolita di un circolatore si ha negli amplificatori a riflessione in cui la resistenza negativa di un diodo Gunn viene usata per riflettere all'indietro più potenza di quella ricevuta. Il circolatore viene utilizzato per dirigere i flussi di potenza in ingresso e in uscita verso porte separate.
I circuiti passivi, sia concentrati che distribuiti, sono quasi sempre reciproci; tuttavia, i circolatori sono un'eccezione. Esistono diversi modi equivalenti per definire o rappresentare la reciprocità. Un modo conveniente per circuiti alle frequenze delle microonde (alle quali vengono utilizzati circuiti a elementi distribuiti) è in termini dei loro parametri S. Un circuito reciproco avrà una matrice di parametri S, [S], simmetrica. Dalla definizione di circolatore risulta chiaro che non sarà così:
{\displaystyle [S]={\begin{pmatrix}0&0&1\\1&0&0\\0&1&0\end{pmatrix}}}
per un circolatore a tre porte ideale, mostrando che i circolatori non sono reciproci per definizione. Ne consegue che è impossibile costruire un circolatore da componenti passivi standard (concentrati o distribuiti). La presenza di una ferrite, o di qualche altro materiale o sistema non reciproco, è essenziale per il funzionamento del dispositivo.

## Componenti attivi

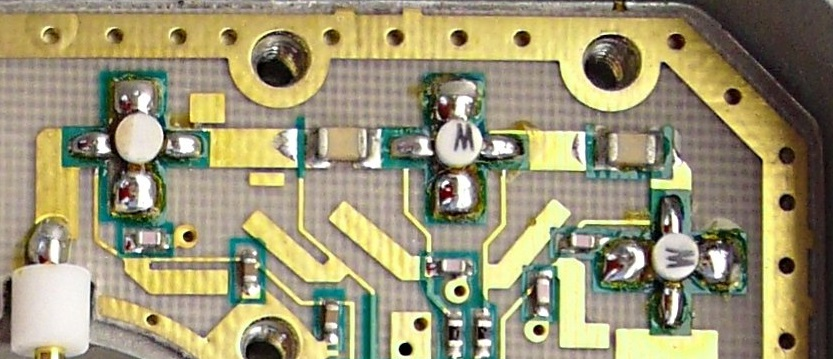
Circuito in microstriscia con transistor discreti in contenitori miniaturizzati a montaggio superficiale, condensatori e resistori sotto forma di chip e filtri di polarizzazione come elementi distribuiti

Generalmente gli elementi distribuiti sono passivi, ma la maggior parte delle applicazioni richiede componenti attivi in qualche ruolo. Un circuito integrato ibrido utilizza elementi distribuiti per molti componenti passivi, ma i componenti attivi (come diodi, transistor, oltre ad alcuni componenti passivi) sono discreti. I componenti attivi possono essere posti in dei contenitori, oppure essere posizionati sul substrato sotto forma di chip senza porli individualmente in un contenitore per ridurre le dimensioni ed eliminare gli elementi parassiti indotti dall'utilizzo di contenitori.
Gli amplificatori distribuiti sono costituiti da un certo numero di dispositivi di amplificazione (generalmente dei FET), con tutti i loro ingressi connessi mediante una linea di trasmissione e tutte le loro uscite mediante un'altra linea di trasmissione. Le lunghezze delle due linee devono essere uguali tra ciascun transistor affinché il circuito funzioni correttamente e ogni transistor è aggiunto all'uscita dell'amplificatore. Questo è diverso da un convenzionale amplificatore multistadio, per il quale il guadagno viene ottenuto moltiplicando per il guadagno di ogni stadio. Sebbene un amplificatore distribuito abbia un guadagno inferiore rispetto a un amplificatore convenzionale con lo stesso numero di transistor, esso presenta una larghezza di banda significativamente maggiore. In un amplificatore convenzionale, la larghezza di banda viene ridotta per ogni stadio addizionale; in un amplificatore distribuito, la larghezza di banda complessiva è la stessa della larghezza di banda di un singolo stadio. Gli amplificatori distribuiti vengono utilizzati quando un singolo grande transistor (o un complesso amplificatore multitransistor) sarebbe troppo grande per essere trattato come un componente concentrato; le linee di trasmissione di collegamento separano i singoli transistor.

## Storia

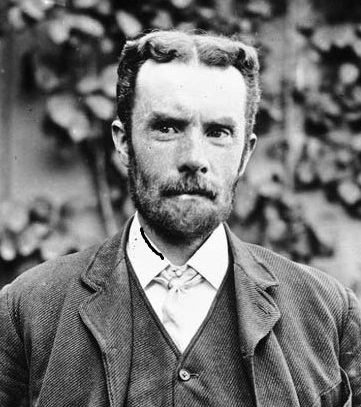
Oliver Heaviside

La modellazione mediante elementi distribuiti è stata utilizzata per la prima volta nell'analisi dei circuiti elettrici da Oliver Heaviside nel 1881. Heaviside la utilizzò per trovare una descrizione corretta del comportamento dei segnali sul cavo telegrafico transatlantico. Le trasmissioni da parte dei primi telegrafi transatlantici erano state difficili e lente a causa della dispersione, un effetto che non fu ben compreso all'epoca. L'analisi di Heaviside, ora nota con il nome di equazioni dei telegrafisti, identificò il problema e suggerì dei metodi per superarlo. Rimane l'analisi standard delle linee di trasmissione.
Warren P. Mason fu il primo a investigare sulla possibilità di circuiti a elementi distribuiti e depositò un brevetto nel 1927 per un filtro coassiale progettato mediante questo metodo. Mason e Sykes pubblicarono l'articolo definitivo sul metodo nel 1937. Mason fu anche il primo a suggerire un filtro acustico a elementi distribuiti nella sua tesi di dottorato del 1927 e un filtro meccanico a elementi distribuiti in un brevetto depositato nel 1941. Il lavoro di Mason riguardava la forma coassiale e altri cavi conduttori, sebbene gran parte di esso potesse essere adattato anche per le guide d'onda. Il lavoro in campo acustico era stato sviluppato prima e i colleghi di Mason nel dipartimento radio dei Bell Labs gli chiesero di assisterli con i filtri coassiali e a guida d'onda.
Prima della seconda guerra mondiale, c'era poca richiesta di circuiti ad elementi distribuiti; le frequenze utilizzate per le trasmissioni radio erano inferiori rispetto al punto al quale gli elementi distribuiti poi sono divenuti vantaggiosi. Le frequenze inferiori avevano una gamma più estesa, cosa di fondamentale importanza per gli scopi legati al broadcast. Queste frequenze richiedono lunghe antenne per un funzionamento efficiente e questo portò a lavorare su sistemi a frequenze più elevate. Una svolta fondamentale fu l'introduzione nel 1940 del magnetron a cavità che funzionava nella banda delle microonde e portò ad apparecchiature radar sufficientemente piccole da poter essere installate negli aerei. Seguì uno slancio nello sviluppo di filtri a elementi distribuiti, essendo i filtri una componente essenziale dei radar. Le perdite di segnale nei componenti coassiali portarono al primo uso diffuso delle guide d'onda, estendendo la tecnologia dei filtri dal dominio coassiale al dominio delle guide d'onda.
I lavori in tempo di guerra rimasero per lo più inediti fino al dopoguerra per motivi di sicurezza, il che rese difficile accertare chi fosse responsabile di ogni sviluppo. Un importante centro per queste ricerche fu il MIT Radiation Laboratory (Rad Lab), ma il lavoro è stato svolto anche altrove negli Stati Uniti e in Gran Bretagna. Il lavoro del Rad Lab fu pubblicato da Fano e Lawson. Un altro sviluppo in tempo di guerra fu l'anello ibrido. Questo lavoro è stato portato avanti presso i Bell Labs e fu pubblicato dopo la guerra da W. A. Tyrrell. Tyrrell descrive gli anelli ibridi implementati nelle guide d'onda e li analizza in termini del ben noto T magico a guida d'onda. Altri ricercatori presto pubblicarono versioni coassiali di questo dispositivo.
George Matthaei diresse un gruppo di ricerca presso lo Stanford Research Institute che includeva Leo Young e fu responsabile di molti modelli di filtri. Matthaei prima descrisse il filtro interdigitale e il filtro combinato (combline filter). Il lavoro del gruppo venne pubblicato in un libro fondamentale del 1964 che copriva lo stato della progettazione dei circuiti a elementi distribuiti in quel momento, il quale rimase una grande opera di riferimento per molti anni.
I formati planari iniziarono ad essere utilizzati con l'invenzione della stripline da parte di Robert M. Barrett. Sebbene la stripline fosse un'altra invenzione in tempo di guerra, i suoi dettagli non furono pubblicati fino al1951. La microstrip, inventata nel 1952, divenne un prodotto commerciale concorrenziale della stripline; tuttavia, i formati planari non iniziarono ad essere ampiamente utilizzati nelle applicazioni a microonde fino a quando, negli anni '60, non divennero disponibili materiali dielettrici migliori per i substrati. Un'altra struttura per cui si dovettero aspettare materiali migliori fu il risuonatore dielettrico. I suoi vantaggi (dimensioni compatte e alta qualità) vennero evidenziati da R. D. Richtmeyer per primo nel 1939, ma materiali con una buona stabilità in temperatura non furono sviluppati fino agli anni '70. I filtri con risuonatore dielettrico attualmente sono comuni nei filtri con guide d'onda e con linee di trasmissione.
Importanti sviluppi teorici inclusero la teoria delle linee commisurate di Paul I. Richards, che venne pubblicata nel 1948 e le identità di Kuroda, un insieme di trasformazioni che superarono alcune limitazioni pratiche della teoria di Richards, pubblicate da Kuroda nel 1955. Secondo Nathan Cohen, l'antenna logperiodica, inventata da Raymond DuHamel e Dwight Isbell nel 1957, dovrebbe essere considerata la prima antenna frattale. Tuttavia, la sua natura autosimilare, e quindi la sua relazione con i frattali, all'epoca non era nota. Di solito, non è ancora classificata come un'antenna frattale. Cohen fu il primo a identificare esplicitamente la classe delle antenne frattali dopo essere stato ispirato da una conferenza di Benoit Mandelbrot nel 1987, ma non riuscì a far pubblicare un articolo fino al 1995.